# Список астероїдів (172601—172700)
| Назва               | Тимчасове позначення | Дата відкриття    | Місце відкриття           | Відкривач          |
| ------------------- | -------------------- | ----------------- | ------------------------- | ------------------ |
| (172601) 2003 WG43  | 2003 WG43            | 18 листопада 2003 | Паломарська обсерваторія  | NEAT               |
| (172602) 2003 WA49  | 2003 WA49            | 19 листопада 2003 | Обсерваторія Кітт-Пік     | Spacewatch         |
| (172603) 2003 WX54  | 2003 WX54            | 20 листопада 2003 | Сокорро (Нью-Мексико)     | LINEAR             |
| (172604) 2003 WB66  | 2003 WB66            | 19 листопада 2003 | Сокорро (Нью-Мексико)     | LINEAR             |
| (172605) 2003 WM73  | 2003 WM73            | 20 листопада 2003 | Сокорро (Нью-Мексико)     | LINEAR             |
| (172606) 2003 WB81  | 2003 WB81            | 20 листопада 2003 | Сокорро (Нью-Мексико)     | LINEAR             |
| (172607) 2003 WS83  | 2003 WS83            | 21 листопада 2003 | Сокорро (Нью-Мексико)     | LINEAR             |
| (172608) 2003 WA86  | 2003 WA86            | 20 листопада 2003 | Сокорро (Нью-Мексико)     | LINEAR             |
| (172609) 2003 WA87  | 2003 WA87            | 21 листопада 2003 | Сокорро (Нью-Мексико)     | LINEAR             |
| (172610) 2003 WN95  | 2003 WN95            | 19 листопада 2003 | Станція Андерсон-Меса     | LONEOS             |
| (172611) 2003 WD99  | 2003 WD99            | 20 листопада 2003 | Сокорро (Нью-Мексико)     | LINEAR             |
| (172612) 2003 WN99  | 2003 WN99            | 20 листопада 2003 | Паломарська обсерваторія  | NEAT               |
| (172613) 2003 WE101 | 2003 WE101           | 21 листопада 2003 | Сокорро (Нью-Мексико)     | LINEAR             |
| (172614) 2003 WY119 | 2003 WY119           | 20 листопада 2003 | Сокорро (Нью-Мексико)     | LINEAR             |
| (172615) 2003 WB132 | 2003 WB132           | 19 листопада 2003 | Обсерваторія Кітт-Пік     | Spacewatch         |
| (172616) 2003 WX137 | 2003 WX137           | 21 листопада 2003 | Сокорро (Нью-Мексико)     | LINEAR             |
| (172617) 2003 WG139 | 2003 WG139           | 21 листопада 2003 | Сокорро (Нью-Мексико)     | LINEAR             |
| (172618) 2003 WH139 | 2003 WH139           | 21 листопада 2003 | Сокорро (Нью-Мексико)     | LINEAR             |
| (172619) 2003 WO139 | 2003 WO139           | 21 листопада 2003 | Сокорро (Нью-Мексико)     | LINEAR             |
| (172620) 2003 WD140 | 2003 WD140           | 21 листопада 2003 | Сокорро (Нью-Мексико)     | LINEAR             |
| (172621) 2003 WO141 | 2003 WO141           | 21 листопада 2003 | Сокорро (Нью-Мексико)     | LINEAR             |
| (172622) 2003 WY144 | 2003 WY144           | 21 листопада 2003 | Сокорро (Нью-Мексико)     | LINEAR             |
| (172623) 2003 WW158 | 2003 WW158           | 29 листопада 2003 | Обсерваторія Кітт-Пік     | Spacewatch         |
| (172624) 2003 WR159 | 2003 WR159           | 29 листопада 2003 | Каталінський огляд        | Каталінський огляд |
| (172625) 2003 WF174 | 2003 WF174           | 19 листопада 2003 | Обсерваторія Кітт-Пік     | Spacewatch         |
| (172626) 2003 XY4   | 2003 XY4             | 1 грудня 2003     | Каталінський огляд        | Каталінський огляд |
| (172627) 2003 XP10  | 2003 XP10            | 9 грудня 2003     | Обсерваторія Столова Гора | Дж. Янґ            |
| (172628) 2003 XD16  | 2003 XD16            | 14 грудня 2003    | Паломарська обсерваторія  | NEAT               |
| (172629) 2003 XD17  | 2003 XD17            | 14 грудня 2003    | Паломарська обсерваторія  | NEAT               |
| (172630) 2003 XJ17  | 2003 XJ17            | 15 грудня 2003    | Обсерваторія Кітт-Пік     | Spacewatch         |
| (172631) 2003 XX20  | 2003 XX20            | 14 грудня 2003    | Обсерваторія Кітт-Пік     | Spacewatch         |
| (172632) 2003 XV29  | 2003 XV29            | 1 грудня 2003     | Обсерваторія Кітт-Пік     | Spacewatch         |
| (172633) 2003 YU7   | 2003 YU7             | 20 грудня 2003    | Нашвілл                   | Рой Клінґан        |
| (172634) 2003 YY13  | 2003 YY13            | 17 грудня 2003    | Каталінський огляд        | Каталінський огляд |
| (172635) 2003 YV14  | 2003 YV14            | 17 грудня 2003    | Сокорро (Нью-Мексико)     | LINEAR             |
| (172636) 2003 YZ14  | 2003 YZ14            | 17 грудня 2003    | Сокорро (Нью-Мексико)     | LINEAR             |
| (172637) 2003 YK21  | 2003 YK21            | 17 грудня 2003    | Обсерваторія Кітт-Пік     | Spacewatch         |
| (172638) 2003 YM21  | 2003 YM21            | 17 грудня 2003    | Обсерваторія Кітт-Пік     | Spacewatch         |
| (172639) 2003 YP37  | 2003 YP37            | 18 грудня 2003    | Обсерваторія Кітт-Пік     | Spacewatch         |
| (172640) 2003 YY44  | 2003 YY44            | 20 грудня 2003    | Сокорро (Нью-Мексико)     | LINEAR             |
| (172641) 2003 YJ46  | 2003 YJ46            | 17 грудня 2003    | Сокорро (Нью-Мексико)     | LINEAR             |
| (172642) 2003 YA47  | 2003 YA47            | 17 грудня 2003    | Обсерваторія Кітт-Пік     | Spacewatch         |
| (172643) 2003 YY47  | 2003 YY47            | 18 грудня 2003    | Сокорро (Нью-Мексико)     | LINEAR             |
| (172644) 2003 YA48  | 2003 YA48            | 18 грудня 2003    | Сокорро (Нью-Мексико)     | LINEAR             |
| (172645) 2003 YU52  | 2003 YU52            | 19 грудня 2003    | Сокорро (Нью-Мексико)     | LINEAR             |
| (172646) 2003 YK54  | 2003 YK54            | 19 грудня 2003    | Сокорро (Нью-Мексико)     | LINEAR             |
| (172647) 2003 YC56  | 2003 YC56            | 19 грудня 2003    | Сокорро (Нью-Мексико)     | LINEAR             |
| (172648) 2003 YM56  | 2003 YM56            | 19 грудня 2003    | Сокорро (Нью-Мексико)     | LINEAR             |
| (172649) 2003 YO58  | 2003 YO58            | 19 грудня 2003    | Сокорро (Нью-Мексико)     | LINEAR             |
| (172650) 2003 YV66  | 2003 YV66            | 20 грудня 2003    | Обсерваторія Галеакала    | NEAT               |
| (172651) 2003 YM71  | 2003 YM71            | 18 грудня 2003    | Сокорро (Нью-Мексико)     | LINEAR             |
| (172652) 2003 YE77  | 2003 YE77            | 18 грудня 2003    | Сокорро (Нью-Мексико)     | LINEAR             |
| (172653) 2003 YO77  | 2003 YO77            | 18 грудня 2003    | Сокорро (Нью-Мексико)     | LINEAR             |
| (172654) 2003 YL80  | 2003 YL80            | 18 грудня 2003    | Сокорро (Нью-Мексико)     | LINEAR             |
| (172655) 2003 YX80  | 2003 YX80            | 18 грудня 2003    | Сокорро (Нью-Мексико)     | LINEAR             |
| (172656) 2003 YD82  | 2003 YD82            | 18 грудня 2003    | Сокорро (Нью-Мексико)     | LINEAR             |
| (172657) 2003 YH82  | 2003 YH82            | 18 грудня 2003    | Сокорро (Нью-Мексико)     | LINEAR             |
| (172658) 2003 YV83  | 2003 YV83            | 19 грудня 2003    | Сокорро (Нью-Мексико)     | LINEAR             |
| (172659) 2003 YW92  | 2003 YW92            | 21 грудня 2003    | Сокорро (Нью-Мексико)     | LINEAR             |
| (172660) 2003 YE94  | 2003 YE94            | 21 грудня 2003    | Обсерваторія Кітт-Пік     | Spacewatch         |
| (172661) 2003 YE96  | 2003 YE96            | 19 грудня 2003    | Сокорро (Нью-Мексико)     | LINEAR             |
| (172662) 2003 YX97  | 2003 YX97            | 19 грудня 2003    | Сокорро (Нью-Мексико)     | LINEAR             |
| (172663) 2003 YP101 | 2003 YP101           | 19 грудня 2003    | Сокорро (Нью-Мексико)     | LINEAR             |
| (172664) 2003 YA103 | 2003 YA103           | 19 грудня 2003    | Сокорро (Нью-Мексико)     | LINEAR             |
| (172665) 2003 YE103 | 2003 YE103           | 19 грудня 2003    | Сокорро (Нью-Мексико)     | LINEAR             |
| (172666) 2003 YB113 | 2003 YB113           | 23 грудня 2003    | Сокорро (Нью-Мексико)     | LINEAR             |
| (172667) 2003 YY113 | 2003 YY113           | 24 грудня 2003    | Сокорро (Нью-Мексико)     | LINEAR             |
| (172668) 2003 YT115 | 2003 YT115           | 27 грудня 2003    | Сокорро (Нью-Мексико)     | LINEAR             |
| (172669) 2003 YR118 | 2003 YR118           | 27 грудня 2003    | Обсерваторія Кітт-Пік     | Spacewatch         |
| (172670) 2003 YD119 | 2003 YD119           | 27 грудня 2003    | Сокорро (Нью-Мексико)     | LINEAR             |
| (172671) 2003 YS119 | 2003 YS119           | 27 грудня 2003    | Сокорро (Нью-Мексико)     | LINEAR             |
| (172672) 2003 YV125 | 2003 YV125           | 27 грудня 2003    | Сокорро (Нью-Мексико)     | LINEAR             |
| (172673) 2003 YH126 | 2003 YH126           | 27 грудня 2003    | Сокорро (Нью-Мексико)     | LINEAR             |
| (172674) 2003 YW130 | 2003 YW130           | 28 грудня 2003    | Сокорро (Нью-Мексико)     | LINEAR             |
| (172675) 2003 YM134 | 2003 YM134           | 28 грудня 2003    | Сокорро (Нью-Мексико)     | LINEAR             |
| (172676) 2003 YD136 | 2003 YD136           | 30 грудня 2003    | Обсерваторія Сендлот      | Ґері Гаґ           |
| (172677) 2003 YA137 | 2003 YA137           | 27 грудня 2003    | Сокорро (Нью-Мексико)     | LINEAR             |
| (172678) 2003 YM137 | 2003 YM137           | 27 грудня 2003    | Сокорро (Нью-Мексико)     | LINEAR             |
| (172679) 2003 YW137 | 2003 YW137           | 27 грудня 2003    | Обсерваторія Кітт-Пік     | Spacewatch         |
| (172680) 2003 YK138 | 2003 YK138           | 27 грудня 2003    | Сокорро (Нью-Мексико)     | LINEAR             |
| (172681) 2003 YR146 | 2003 YR146           | 28 грудня 2003    | Сокорро (Нью-Мексико)     | LINEAR             |
| (172682) 2003 YD147 | 2003 YD147           | 29 грудня 2003    | Сокорро (Нью-Мексико)     | LINEAR             |
| (172683) 2003 YX148 | 2003 YX148           | 29 грудня 2003    | Сокорро (Нью-Мексико)     | LINEAR             |
| (172684) 2003 YQ149 | 2003 YQ149           | 29 грудня 2003    | Сокорро (Нью-Мексико)     | LINEAR             |
| (172685) 2003 YG155 | 2003 YG155           | 30 грудня 2003    | Сокорро (Нью-Мексико)     | LINEAR             |
| (172686) 2003 YR155 | 2003 YR155           | 26 грудня 2003    | Обсерваторія Галеакала    | NEAT               |
| (172687) 2003 YQ162 | 2003 YQ162           | 17 грудня 2003    | Сокорро (Нью-Мексико)     | LINEAR             |
| (172688) 2003 YY163 | 2003 YY163           | 17 грудня 2003    | Обсерваторія Кітт-Пік     | Spacewatch         |
| (172689) 2003 YQ169 | 2003 YQ169           | 18 грудня 2003    | Сокорро (Нью-Мексико)     | LINEAR             |
| (172690) 2003 YC175 | 2003 YC175           | 19 грудня 2003    | Обсерваторія Кітт-Пік     | Spacewatch         |
| (172691) 2003 YG175 | 2003 YG175           | 19 грудня 2003    | Обсерваторія Кітт-Пік     | Spacewatch         |
| (172692) 2004 AR5   | 2004 AR5             | 13 січня 2004     | Станція Андерсон-Меса     | LONEOS             |
| (172693) 2004 AV5   | 2004 AV5             | 13 січня 2004     | Паломарська обсерваторія  | NEAT               |
| (172694) 2004 AZ7   | 2004 AZ7             | 13 січня 2004     | Станція Андерсон-Меса     | LONEOS             |
| (172695) 2004 BO5   | 2004 BO5             | 16 січня 2004     | Обсерваторія Кітт-Пік     | Spacewatch         |
| (172696) 2004 BE7   | 2004 BE7             | 16 січня 2004     | Обсерваторія Кітт-Пік     | Spacewatch         |
| (172697) 2004 BT11  | 2004 BT11            | 16 січня 2004     | Паломарська обсерваторія  | NEAT               |
| (172698) 2004 BO15  | 2004 BO15            | 16 січня 2004     | Обсерваторія Кітт-Пік     | Spacewatch         |
| (172699) 2004 BR23  | 2004 BR23            | 18 січня 2004     | Паломарська обсерваторія  | NEAT               |
| (172700) 2004 BJ24  | 2004 BJ24            | 19 січня 2004     | Станція Андерсон-Меса     | LONEOS             |